# L'Honor-de-Cos
 L'Honor-de-Cos  es una población y comuna francesa, en la región de Mediodía-Pirineos, departamento de Tarn y Garona, en el distrito de Montauban y cantón de Lafrançaise.

## Demografía
| 1129 | 1124 | 1153 | 1314 | 1301 | 1329 |
| Para los censos de 1962 a 1999 la población legal corresponde a la población sin duplicidades (Fuente: INSEE [Consultar]) |      |      |      |      |      |